# Platycheirus europaeus
Platycheirus europaeus là một loài ruồi trong họ Ruồi giả ong (Syrphidae). Loài này được Goeldlin de Tiefenau Maibach & Speight mô tả khoa học đầu tiên năm 1990. Platycheirus europaeus phân bố ở vùng Cổ Bắc giới (Đan Mạch)